# دنيس هاميلتون
دنيس هاميلتون (8 مايو 1944 بشاطئ هنتنغتون في الولايات المتحدة - 18 يونيو 2012 بتشاندلر في الولايات المتحدة) (بالإنجليزية: Dennis Hamilton)‏ هو لاعب كرة سلة أمريكي في مركز هجوم قوي الجسم. لعب مع أتلانتا هوكس وكنتاكي كولونيلز ولوس أنجلوس ليكرز وبيتسبرغ كوندورز ‏.

## وصلات خارجية
- دنيس هاميلتون على موقع إن بي أي (الإنجليزية)
- دنيس هاميلتون على موقع سبورتس رفرنس (الإنجليزية)
- دنيس هاميلتون على موقع كلية كرة السلة في سبورتس رفرنس.كوم (الإنجليزية)
- دنيس هاميلتون على موقع ريلجم (الإنجليزية)
- دنيس هاميلتون على موقع بروبوليرز (الإنجليزية)